# Bracca divisa
Bracca divisa là một loài bướm đêm trong họ Geometridae.